# Yasin Görkem Arslan
Yasin Görkem Arslan (* 6. Dezember 1988 in Adapazarı, Sakarya) ist ein türkischer Fußballspieler.

## Karriere

### Verein
Arslan wurde von Sakaryaspor in der Saison 2007/08 vom Jugendkader übernommen und erstmals am 19. November 2007 in der Bank Asya 1. Lig beim 1:1-Unentschieden gegen Antalyaspor eingesetzt.
In der folgenden Saison wurde er Stammspieler und stieg mit Sakaryaspor ab. Sein erstes Pokalspiel machte er am 25. September 2008 gegen Denizlispor, das mit 0:4 verloren wurde.
In der Saison 2010/11 schaffte er nach zwei Jahren Drittklassigkeit mit Sakaryaspor erneut den Aufstieg in die 2. Liga. Beim 5:1-Sieg über Bandırmaspor im Play-off-Finale um den Aufstieg absolvierte er wettbewerbsübergreifend sein 93. Spiel für Sakaryaspor.
Zur Spielzeit 2012/13 wechselte er zum türkischen Zweitligisten Denizlispor. In der Winterpause verließ er Denizlispor, um sich einen neuen Verein zu suchen. Als Arslan sich jedoch mit keiner Mannschaft einigen konnte, kehrte er zu Denizlispor zurück.
Nach Saisonende einigte er sich schließlich mit dem Drittligisten Turgutluspor.

### Nationalmannschaft
Arslan wurde 2008 im Rahmen eines Turniers für die türkische U-20 nominiert und kam zu zwei Einsätzen.

## Erfolge
Sakaryaspor
- Relegationssieger der TFF 2. Lig und Aufstieg in die TFF 1. Lig: 2010/11